# Regierung Martens V
Die Regierung Martens V war die Föderalregierung von Belgien vom 17. Dezember 1981 bis zum 28. November 1985. In der Regierung vertreten waren die flämischen (CVP) und frankophonen Christdemokraten (PSC) und die liberale flämische (PVV) und frankophone Partei (PRL).
Die Regierung folgte der Regierung M. Eyskens nach der Parlamentswahl in Belgien 1981. Sie wurde durch die Regierung Martens VI nach der Parlamentswahl in Belgien 1985 abgelöst.

## Minister und Staatssekretäre
Die Regierung bestand aus 15 Ministern und 10 Staatssekretären. Die Verteilung zwischen den Parteien war: CVP (8), PVV (6), PRL (6) und PSC (5).
| Minister                                                 | Name                        | Partei | Partei |
| -------------------------------------------------------- | --------------------------- | ------ | ------ |
| Premierminister                                          | Wilfried Martens            |        | CVP    |
| Vizepremierminister, Justiz und Institutionelle Reformen | Jean Gol                    |        | PRL    |
| Vizepremierminister, Finanzen und Außenhandel            | Willy De Clercq             |        | PVV    |
| Vizepremierminister, Inneres und Öffentlicher Dienst     | Charles-Ferdinand Nothomb   |        | PSC    |
| Auswärtige Angelegenheiten                               | Leo Tindemans               |        | CVP    |
| Wirtschaft                                               | Mark Eyskens                |        | CVP    |
| Öffentliche Arbeiten                                     | Louis Olivier               |        | PRL    |
| Kommunikation und Post, Telefon und Telegrafen (PTT)     | Herman De Croo              |        | PVV    |
| Arbeit                                                   | Michel Hansenne             |        | PSC    |
| Bildung                                                  | Daniël Coens                |        | CVP    |
| Haushalt, Wissenschaften und Planung                     | Philippe Maystadt           |        | PSC    |
| Brüsseler Region und den Mittelstand                     | Albert Demuyter             |        | PRL    |
| Landesverteidigung                                       | Alfred Vreven               |        | PVV    |
| Bildung                                                  | Michel Tromont              |        | PRL    |
| Soziales und Institutionelle Reformen                    | Jean-Luc Dehaene            |        | CVP    |
| Staatssekretäre                                          | Name                        | Partei | Partei |
| Außenhandel                                              | André Kempinaire            |        | PVV    |
| Energie                                                  | Etienne Knoops              |        | PRL    |
| Brüsseler Region                                         | Cécile Goor-Eyben           |        | PSC    |
| Pensionen                                                | Pierre Mainil               |        | PSC    |
| Öffentlicher Dienst                                      | Louis Waltniel              |        | PVV    |
| PTT                                                      | Paula D’Hondt               |        | CVP    |
| Europäische Angelegenheiten und Landwirtschaft           | Paul De Keersmaecker        |        | CVP    |
| Soziales                                                 | Firmin Aerts                |        | CVP    |
| Entwicklungszusammenarbeit                               | Jacqueline Mayence-Goossens |        | PRL    |
| Brüsseler Region                                         | Annemie Neyts               |        | PVV    |

## Maßnahmen
Die bekanntesten Maßnahmen der Regierung Mertens V waren:
- Die Abwertung des Belgischen Franken im Februar 1982
- Die Stationierung von 16 amerikanischen Marschflugkörpern in Florennes im März 1985 als Folge des NATO-Doppelbeschlusses